# Springhill, Louisiana
Springhill är en stad (city) i Webster Parish i Louisiana. Vid 2020 års folkräkning hade Springhill 4 801 invånare.